# Samsung SGH-J700
Samsung SGH-J700 – telefon komórkowy firmy Samsung. Maksymalny czas czuwania telefonu wynosi 300 godzin (12,5 dni), a rozmów 330 minut (5,5 godziny). Samsung SGH-J700 pozwala zapisać 1000 kontaktów w telefonie. Model ten można podłączyć do komputera poprzez złącze USB. Telefon ten pozwala wysyłać wiadomości SMS, MMS oraz EMS. (Niedostępne od 2024 r.)

## Pozostałe funkcje
- Alarm wibracyjny
- Dyktafon
- MP3
- Radio
- Budzik
- Kalendarz
- Kalkulator
- Data
- Przypomnienie
- Organizer
- Zegar
- Timer
- aparat 1,3 Mpx